# Bing Russell
Bing Russell, egentligen Neil Oliver Russell, född 5 maj 1926 i Brattleboro i Vermont, död 8 april 2003 i Thousand Oaks i Kalifornien, var en amerikansk skådespelare. Han var far till skådespelaren Kurt Russell.

## Filmografi (i urval)
- 1955 – Natt utan nåd (ej krediterad)
- 1955 – Giftspindeln (ej krediterad)
- 1956 – Attack (ej krediterad)
- 1956–1974 – Krutrök (TV-serie) (sju avsnitt)
- 1957 – Sheriffen i Dodge City (ej krediterad)
- 1957 – Kontinent i panik (ej krediterad)
- 1957 – Fruktan bryter ut (ej krediterad)
- 1957 – Försvunna i okänd värld (ej krediterad)
- 1957 – Sanningen om Jesse James (ej krediterad)
- 1959 – Rio Bravo (ej krediterad)
- 1959 – De tappras väg
- 1959 – Sista tåget från Gun Hill
- 1960 – 7 vågade livet
- 1961–1972 – Bröderna Cartwright (TV-serie) (57 avsnitt)
- 1964 – Indianerna (ej krediterad)
- 1965 – Hallelujatåget
- 1966 – Madame X
- 1966 – Billy the Kid Versus Dracula
- 1968 – Gasen i botten, Herbie (ej krediterad)
- 1968 – Spöke på villovägar (ej krediterad)
- 1969 – Datatrubbel
- 1971 – Den vilda jakten på Charlie
- 1972 – Osynliga ligan slår till
- 1975 – Äppelknyckargänget
- 1976 – The Loneliest Runner (TV-film)
- 1979 – Elvis (TV-film)
- 1987 – Tjejen som föll överbord
- 1988 – Sunset
- 1989 – Tango & Cash
- 1990 – Dick Tracy